# Юльевка (Запорожская область)
Юльевка (укр. Юльївка) — село,
Новоалександровский сельский совет,
Запорожский район,
Запорожская область,
Украина.
Код КОАТУУ — 2322187903. Население по переписи 2001 года составляло 672 человека.

## Географическое положение
Село Юльевка находится на правом берегу реки Конка,
выше по течению на расстоянии в 5 км расположен пгт Камышеваха (Ореховский район),
на противоположном берегу — село Запорожец.

## История
- 1830 год — дата основания.

19 июня 2022 року российские оккупационные войска, в результате артиллерийского обстрела, уничтожили сельскую общеобразовательную школу.

## Экономика
- «Юльевка», кооператив.

## Объекты социальной сферы
- УВК.